# Wójtówka (Mazovie)
Pour l’article homonyme, voir Wójtówka (Basse-Silésie).
Wójtówka [vui̯ˈtufka] est un village polonais de la gmina de Sochaczew dans le powiat de Sochaczew et dans la voïvodie de Mazovie.
Il est situé approximativement à 4 kilomètres à l'est de Sochaczew et à 49 kilomètres à l'ouest de Varsovie.
Le village a une population d'environ 100 habitants (2006).